# Skin
Na informática, a skin (/skɪn/, do inglês "pele"; no francês "habillage") ou theme, é um termo que representa um visual alternativo (aparência alternativa) a um programa computacional. É um tema gráfico personalizado. Pois todo software tem um visual padrão que pode, se houver um suporte para isso, ter a aparência personalizada por meio de skins pré-construídos (que podem ser encontrados no site do programa ou em sites aleatórios).
Significa pele em inglês, também pode ser chamado de máscara, é um acessório usado para personalizar a aparência de determinados programas computacionais, variar o visual de um programa quando suportado. Como por exemplo na interface do Windows Live Messenger (com uso do addon Plus Live!) e o site de relacionamentos orkut, em diversos jeitos. 
Alguns skins podem ser criados, nos programas em que se pode fazer isso, e a maioria deles é baixada através de sites, com vários skins de pessoas que criaram. No site orkut as skin são usadas através de extensões como o gerenciador de script Greasemonkey e Stylish, que vem integrado no navegador Mozilla Firefox. O Stylish também serve para mudar o visual do próprio navegador, na área "estilos globais".
Nos videogames, skins são variantes de cores dos modelos, ou seja, variações das texturas que recobrem os modelos 3D dos personagens.